# Памятная медаль 2-го Великого совета Мэнцзяна
Памятная медаль 2-го Великого совета Мэнцзяна — медаль Автономного правительства Объединённых монгольских аймаков, позже - Мэнцзяна. Медалью награждались участники 2-го Великого совета Мэнцзяна. 

## Описание награды
Медаль, судя по форме и качеству изготовления, была сделана в Китайской республике. Форма медали характерна для орденов и медалей периода Эры милитаристов в Китае. 
Медаль имеет форму восьмиконечной звезды, составная. Медаль сделана в посеребрённом бронзовом сплаве. Основа медали - бронзовая посеребрённая звезда с эмалированными лучами чередующейся красной, белой, и синей эмали.  На основу наложена вторая посеребрённая звезда с лучами без эмали. Третья часть - посеребренный медальон, покрытый синей эмалью, на котором по периметру нанесена надпись по-китайски «第二次蒙古大會» (Второй великий совет Мэнцзяна). Предложение начинается и заканчивается изображением пятиконечной звезды. В центре медальона - надпись «紀念» (На память). Снизу от него - традиционный монгольский узор в форме бесконечного узла.
Реверс гладкий. В центре реверса клёпка, по краям от неё надписи на китайском языке «成吉思汗紀元» (Эра Чингисхана), «七三二年十月» (732 год, десятый месяц (октябрь 1937)). 
Ленты медали изготавливались из немуарового шёлка тёмно-синего цвета с двумя белыми полосами по краям, ширина ленты 35 мм.